# كابتن أمريكا: جندي الشتاء
كابتن أمريكا: جندي الشتاء (بالإنجليزية: Captain America: The Winter Soldier)‏ هو فيلم بطل خارق أمريكي صدر في 2014 يضم شخصية كابتن أمريكا، من إنتاج استوديوهات مارفل وتوزيع استوديوهات أفلام والت ديزني. الفيلم هو تتمة لكابتن أمريكا: المنتقم الأول (2011) والإصدار التاسع ضمن عالم مارفل السينمائي. جندي الشتاء من إخراج أنثوني وجو روسو مع سيناريو من تأليف كريستوفر ماركوس وستيفن مكفيلي، ومن بطولة كريس إيفانز و‌سكارليت جوهانسون و‌سيباستيان ستان و‌كوبي سمولدرز و‌فرانك جريلو و‌إيملي فانكامب و‌هايلي أتويل و‌روبرت ريدفورد و‌صامويل جاكسون.
أحادث الفيلم تقع بعد سنتين من المنتقمون حيث يحاول ستيف روجرز/كابتن أمريكا التأقلم مع الحياة الحديثة وفي نفس الوقت عليه التصدي لخصم قوي يدعى جندي الشتاء. صدر عالمياً في 28 مارس، 2014 بدور العرض التقليدية وثلاثية الأبعاد والآيماكس ثلاثي الأبعاد. حقق جندي الشتاء نجاحاً تجاري كبير ومراجعات إيجابية من النقاد. الجزء الثالث، كابتن أمريكا: الحرب الأهلية، من إخراج الأخوين روسو صدر 2016 حقق نجاحا تجاريا كبيرا كسلفه.

## بطولة
- كريس إيفانز بدور "ستيف روجرز / كابتن أمريكا"
- سكارليت جوهانسون بدور «ناتاشا رومانوف / الأرملة السوداء»
- سيباستيان ستان بدور (جيمس «بوكي» بارنز) / جندي الشتاء
- انتوني ماكي بدور «سام ويلسون / فالكون»
- كوبي سمولدرز بدور «ماريا هيل»
- فرانك جريلو بدور «بروك رملو»
- إيملي فانكامب بدور «شارون كارتر / العميلة 13»
- هايلي أتويل بدور «بيغي كارتر»
- روبرت ريدفورد بدور «الكسندر بيرس»
- صامويل جاكسون بدور «نيك فيوري»

## القصة
سنتان بعد أحداث المنتقمين، يعمل ستيف روجرز في واشنطن العاصمة لوكالة التجسس المسماة درع (S.H.I.E.L.D.) بإدارة نيك فيوري، ويُرسل هو وناتاشا رومانوف رفقة فريق مكافحة الإرهاب سترايك الخاص بالوكالة لإنقاذ بعض عملائهم.

## الاستقبال النقدي
لاقى جندي الشتاء استحسان كبير من النقاد. 89% من المراجعات جائت إيجابية على موقع الطماطم الفاسدة بنائاً على 222 مراجعة نقدية، مع متوسط تقييم 10/7.5. على ميتاكريتيك حاصل على متوسط تقييم 100/70 بناءً على 43 مراجعة.

## الإصدار
أُصدِر الفيلم في عدة أسواق عالمية مختلفة بتاريخ 26 مارس 2014، وفي أمريكا الشمالية بتاريخ في 4 أبريل 2014، وفي صيغ مختلفة مثل 3D و 2D وإيماكس.

## وصلات خارجية
- الموقع الرسمي
- الموقع الرسمي
- كابتن أمريكا: جندي الشتاء على موقع IMDb (الإنجليزية)
- كابتن أمريكا: جندي الشتاء على موقع ميتاكريتيك (الإنجليزية)
- كابتن أمريكا: جندي الشتاء على موقع الموسوعة البريطانية (الإنجليزية)
- كابتن أمريكا: جندي الشتاء على موقع روتن توميتوز (الإنجليزية)
- كابتن أمريكا: جندي الشتاء على موقع نتفليكس (الإنجليزية)
- كابتن أمريكا: جندي الشتاء على موقع قاعدة بيانات الأفلام العربية
- كابتن أمريكا: جندي الشتاء على موقع ألو سيني (الفرنسية)
- كابتن أمريكا: جندي الشتاء على موقع أول موفي (الإنجليزية)
- كابتن أمريكا: جندي الشتاء على موقع بوكس أوفيس موجو (الإنجليزية)
- كابتن أمريكا: جندي الشتاء على موقع فيلمافينيتي (الإسبانية)